# Command & Conquer: Red Alert 3

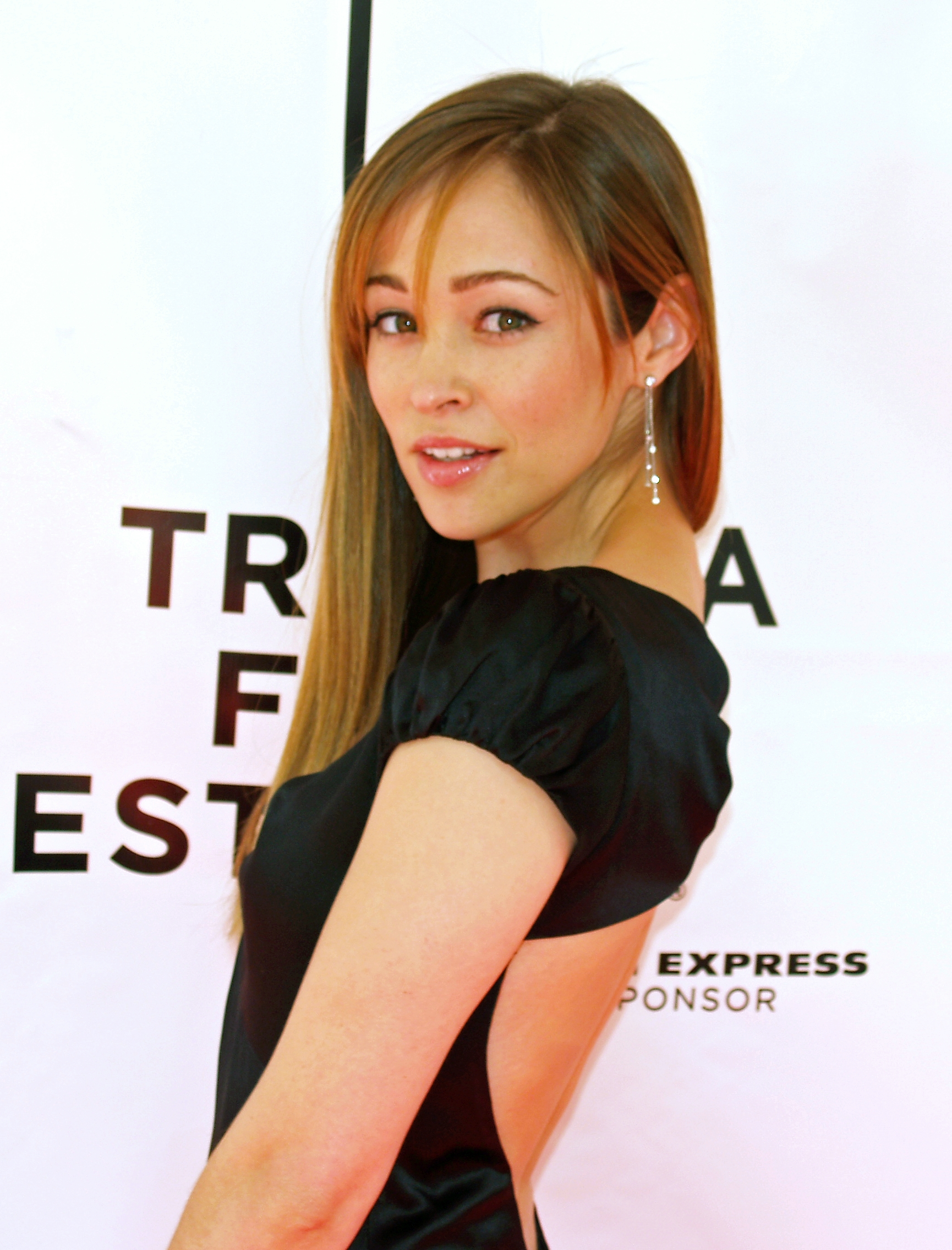
Autumn Reeser spelar Commander Lisette Hanley.

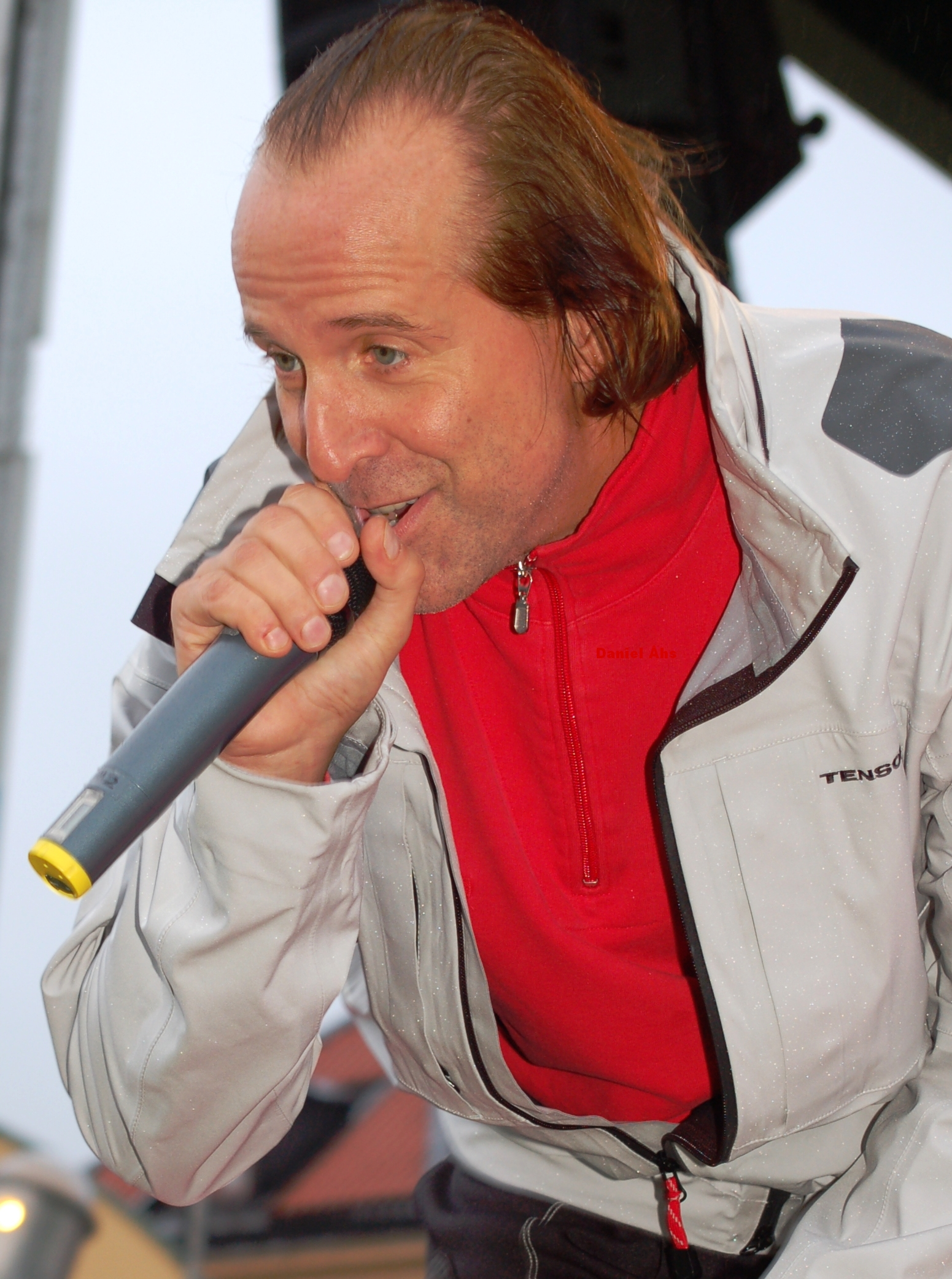
Peter Stormare spelar ryske vetenskapsmannen doktor Gregor Zelinsky.

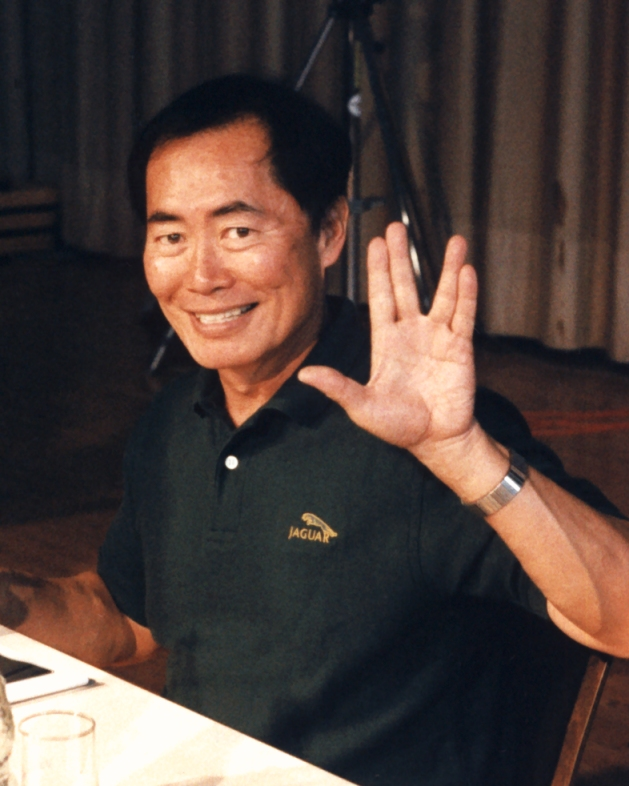
George Takei spelar Japans kejsare Yoshiro.

Command & Conquer: Red Alert 3, uppföljaren till Red Alert 2, är ett datorspel inom realtidsstrategigenren. EA avslöjade spelet i ett pressmeddelande den 14 februari 2008  och spelet släpptes i oktober 2008.

## Spelet
Till skillnad från de tidigare spelen spelar flottor en lika stor roll som landbaserade arméer. Detta genom att de flesta byggnader går att bygga både på land och på vatten och flera fordon är amfibiska.

### Fraktioner
I Red Alert 3 kan spelaren välja mellan tre olika fraktioner: De allierade, Sovjetunionen och Empire of the Rising Sun (Japan).

## Handling
Efter händelserna i Command & Conquer: Red Alert 2 planerar ledningen av det besegrade Sovjetunionen att resa tillbaka i tiden och mörda Albert Einstein (vars uppfinningar gav de allierade segern i de två tidigare krigen) för att ändra historien och återupprätta Sovjetunionen till en världsmakt. 
Resan lyckas och Einstein är raderad ifrån historien. De allierade är kraftigt försvagade och Sovjetunionen blomstrar. Men någonting gick snett. Samtidigt som de allierade har förlorat vissa teknologier har detsamma hänt Sovjet också. Dessutom har ett nytt hot i öster vuxit fram: det tekniskt avancerade Empire of the Rising Sun (Japan). Enligt den gamla tidslinjen gick Japan under via kapitulation efter att de allierade hade släppt två atombomber över Hiroshima och Nagasaki, men det hände dock aldrig efter den nya tidslinjen som hade skapats eftersom kärnvapen aldrig uppfanns. Förändra det förflutna med tidsresor kan ledda till många oförutsägbara resultat.
Nu stundar ett nytt världskrig med tre parter som alla vill ta kontroll över jorden.

## Rollfigurer

### Allierade
- Fältmarskalk Robert Bingham - Brittisk fältmarskalk. Spelas av Jonathan Pryce.
- President Howard T. Ackerman - USA:s president, spelas av J.K. Simmons.
- Special Agent Tanya - Förekommer även i Red Alert och Red Alert 2 är också på de officiella "fraktionernas" sida för att återvända i detta spel. Hon har ett nytt vapen som kallas "Chrono Belt" som teleporterar henne fem sekunder i det förflutna. Spelas av Jenny McCarthy.
- Löjtnant Eva McKenna - Informatör, spelas av Gemma Atkinson. [UR]
- Commander Warren Fuller - Befälhavare, spelas av Randy Couture, tungviktsmästare i UFC.
- Commander Lisette Hanley - Befälhavare, spelas av Autumn Reeser.
- Commander Giles Price - Befälhavare, spelas av Greg Ellis. [UR]

### Empire of the Rising Sun
- Kejsare Yoshiro - Kejsare av Empire of the Rising Sun. Spelas av George Takei.
- Suki Toyama - Japansk officer som meddelar spelaren, spelas av Kelly Hu.
- Kronprins Tatsu - Imperiets kronprins och son till kejsare Yoshiro. Spelas av Ron Yuan. [UR]
- Yuriko Omega - En japansk kommandosoldat med psykiska förmågor. Röst av Lisa Tamashiro.
- Commander Shinzo Nagama - Befälhavare, spelas av Bruce Asato Locke. [UR]
- Commander Kenji Tenzai - Befälhavare, spelas av Jack J. Yang. [UR]
- Commander Naomi Shirada - Befälhavare, spelas av Lydia Look.

### Sovjetunionen
- Premiärminister Cherdenko - Politisk ledare, som efterträder efter premiärminister Romanov. Premiärmnistern åker tillsammans med vetenskapsmannen och generalen i det förflutna och skakar hand med Einstein som gör att han försvinner från tidslinjen (samma sak hände med Adolf Hitler i det första spelet). Spelas av Tim Curry.
- Dr. Gregor Zelinsky - Ansvarig för tidsmaskinen som de använder i sitt uppdrag att undanröja Einstein. Spelas av Peter Stormare.
- General Nikolai Krukov - General och Cherdenkos kollega. Spelas av Andrew Divoff.
- Natasha Volkova - Sovjetunionens legendariska folkhjälte. Är en skicklig krypskytt. Natasha syns på spelets omslag. Spelas av Gina Carano.
- Sergei - militär elitsoldat/officer, spelas av Stelio Savante.
- Commander Zhana Agonskaya - Befälhavare. Spelas av Vanessa Branch.
- Commander Oleg Vodnik - Befälhavare, spelas av Dimitri Diatchenko [UR]
- Commander Nikolai Moskvin - Befälhavare, spelas av Gene Farber. [UR]
- Dasha Fedorovich - Informatör, spelas av Ivana Miličević. [UR]

[UR] = betyder att denna rollfigur medverkar även i Command & Conquer: Red Alert 3: Uprising.

## Beta
Den 24 juli 2008 fick de som köpt Command & Conquer 3: Kane's Wrath och registrerat en betanyckel ett mail från EA där det stod att de skulle få ta del av betan någon gång under sena juli/tidiga augusti.

## Funktion
Spelet har en funktion som låter spelet sluta fungera efter ha installerat Red Alert 3 fem gånger. Den skyddats mot kopiering av programvaran SecuROM.

## Mottagande
Urval av mediatidningars betyg:
- IGN - 8,2/10 (PC) [3]
- GameSpot - 8/10 (PC) [4]
- GameSpy - 4/5 (PC) [5]
- Super Play - 8/10 (PC) [6]

## Uprising
Command & Conquer Red Alert 3: Uprising är en uppföljare till Red Alert 3. Bland nyheter finns möjlighet till 30 nya kartor att spela i spelläget skirmish och Commander's Challenge baserad på General's Challenge i Command & Conquer: Zero Hour. Spelet utspelas efter slutet i de allierades kampanj. Spelet släpptes under mars 2009. Uprising har 4 olika kampanjlägen och släpptes endast för nedladdning. I den fjärde kampanjen styr man Yuriko Omega som ska fly ur ett fängelse.

### Nya rollfigurer
Dessa är nya:

#### Allierade
- Rupert Thornley - EU:s president. Spelas av Malcolm McDowell
- Commander Hill - Krigsveteran och befälhavare. Spelas av Ric Flair
- Kelly Weaver- Chef för fiktiva företaget FTC (FutureTech Corp) som utvecklar teknologi. Spelas av Jodi Lyn O'Keefe
- Commander Lydia - Befälhavare. Spelas av Louise Griffiths
- Brenda Snow - Reporter på NEWS3 Reporter. Spelas av Holly Valance

#### Empire of the Rising Sun
- Takara Sato - Befälhavare. Spelas av Jamie Chung
- Izumi - En Psionicist som hjälper Yuriko ut och kommunicerar genom telepati. Spelas Julia Ling
- Dr. Shinji Shimada - Vetenskapsman. Spelas av Vic Chao

#### Sovjetunionen
- Vera Bolova - Befälhavare. Spelas av Moran Atias